# H. Pierre Noyes
Henry Pierre Noyes (* 10. Dezember 1923 in Paris; † 30. September 2016 in Stanford) war ein US-amerikanischer theoretischer Physiker.
Noyes war der Sohn von William Albert Noyes junior. Er studierte an der Harvard University mit dem Bachelor-Abschluss 1943 und der University of California, Berkeley, an der er 1950 in Physik promoviert wurde und danach am Radiation Laboratory war. 1943/44 war er am Radiation Laboratory des Massachusetts Institute of Technology. Als Post-Doktorand war er 1950/51 an der University of Birmingham und ab 1951 Assistant Professor an der University of Rochester. 1955 wurde er Gruppenleiter am Lawrence Livermore National Laboratory unter der Leitung von Edward Teller. Ab 1962 war er am SLAC, wo er anfangs als Associate Professor die Abteilung Theoretische Physik leitete (bis er von Sidney Drell abgelöst wurde), und  an dem er 1967 bis 2002 Professor für theoretische Physik war.
Er befasste sich unter anderem mit Nukleon-Nukleon-Streuung (teilweise mit Michael J. Moravcsik) und dem kernphysikalischen Wenigteilchenproblem.
1959 bis 1962 war er Berater von General Dynamics (General Atomics Division), wo er mit Freeman Dyson und Ted Taylor am Project Orion (atomgetriebene Raumschiffe) arbeitete, und 1962/63 von Lockheed Aircraft. 1957/58 war er Leverhulme Lecturer an der University of Liverpool und 1961 Gastprofessor an der Cornell University.
Er vertrat später einen Versuch, fundamentale Naturkonstanten aus diskreten Bit-String-Modellen abzuleiten, genannt Bit-String-Physik. (andere Vertreter waren Ted Bastin und Clive W. Kilmister und John Amson und ein Vorläufer Arthur Eddington und der britische Mystiker und Mykologe Frederick Parker-Rhodes (1914–1987)). Sie gruppierten sich in der Alternative Natural Philosophy Association in Cambridge, deren Präsident Noyes zeitweilig war.
1979 erhielt er den Humboldt-Forschungspreis. Er war Fellow der American Physical Society und der American Association for the Advancement of Science.

## Schriften
- H. Pierre Noyes, J. C. van den Berg (Hrsg.): Bit-String Physics: A Finite and Discrete Approach to Natural Philosophy, World Scientific 2001.